# The Classic Symptoms of a Broken Spirit
The Classic Symptoms of a Broken Spirit (стил. под минускул) — десятый студийный альбом британской металкор-группы Architects, выпущенный 21 октября 2022 года на лейбле Epitaph Records. Альбом продюсировали Дэн Сирл и Джош Миддлтон. Это последний альбом с участием соло-гитариста Джоша Миддлтона перед его уходом из группы в мае 2023 года.

## Предыстория
20 апреля 2022 года группа выпустила новый сингл «When We Were Young» и сопровождающее его музыкальное видео. Премьера состоялась на BBC Radio 1 в программе Future Sounds с Кларой Амфо, после чего последовало интервью с Сэмом Картером. 12 июля Architects представили сингл «Tear Gas» и соответствующий клип. При этом так же были анонсированы сам альбом, обложка, трек-лист и дата выхода. 30 августа вышел сингл «Deep Fake». 11 октября группа выпустила четвёртый и последний сингл «A New Moral Low Ground» вместе с клипом.

## Критика
| Совокупная оценка    | Совокупная оценка |
| Источник             | Оценка            |
| -------------------- | ----------------- |
| Metacritic           | 77/100            |
| Оценки критиков      |                   |
| Источник             | Оценка            |
| Clash                | 7/10              |
| Distorted Sound      | 6/10              |
| DIY                  | [ 8 ]             |
| Kerrang!             | [ 9 ]             |
| Metal Hammer         | [ 10 ]            |
| NME                  | [ 11 ]            |
| Rock Sins            | 7/10              |
| The Arts Desk        | [ 13 ]            |
| The Line of Best Fit | 7/10              |
| Wall of Sound        | 9/10              |

The Classic Symptoms of a Broken Spirit получил в целом положительные отзывы критиков. На сайте Metacritic альбом получил средний балл 77 из 100 на основе 7 рецензий. Clash положительно оценили релиз: «В целом, Architects снова предложили нечто острое и эволюционное. Хотя временами альбом кажется менее изысканным и грандиозным, чем предыдущие работы, стремление к новым звукам — определённо захватывающее изменение». Distorted Sound оценили альбом в 6 баллов из 10, при этом отметив, что «после непревзойдённого успеха их последнего альбома Architects знали, что должны выложиться по полной. Несмотря на то, что нельзя отрицать талант группы, The Classic Symptoms of a Broken Spirit в целом кажется очень средним альбомом». DIY также положительно отнеслись к релизу, назвав его «немного неумолимым». «Вся свирепость этой пластинки свидетельствует о том, что группа нацелена на будущее и старается пробиться на новый уровень». Люк Мортон из Kerrang! считает релиз «свирепым, бесстрашным альбомом одних из лучших британских музыкантов». Журнал Metal Hammer так же отозвались положительно об альбоме, назвав его не самым уникальным и оригинальным, но «при этом, возможно, даже более сложным».
Энди Прайс из NME положительно отозвался о релизе: «Это альбом, прочно вошедший в канон группы, которая всегда стремилась расширить язык металкора 21-го века». Кайл Димонд из Rock Sins оценил альбом в 7 баллов из 10: «The Classic Symptoms of a Broken Spirit заставит вас, как слушателя, задуматься о том, чего вы хотите от Architects. В конце концов, альбом немного не дотягивает до предыдущего, но зато вселяет уверенности в том, что группа будет двигаться по этому же пути в обозримом будущем». Эмма Уэй из The Line of Best Fit написала, что «это группа, по-прежнему стремящаяся к экспериментам». Wall of Sound поставили альбому почти идеальную оценку 9/10: «Даже несмотря на то, что синглы выходили рекой, я не был готов к тому, что это будет полноценный альбом. The Classic Symptoms of a Broken Spirit — такой же злой и жестокий, как и любой альбом Architects, но при этом отражает стремление расширить аудиторию и распространить своё послание. Он одновременно более запоминающийся и более плотный, а это непростое достижение».

## Список композиций
Все тексты написаны Дэном Сирлом, вся музыка написана Architects.
| №                   | Название                    | Длительность |
| ------------------- | --------------------------- | ------------ |
| 1.                  | «Deep Fake»                 | 3:33         |
| 2.                  | «Tear Gas»                  | 4:17         |
| 3.                  | «Spit the Bone»             | 3:32         |
| 4.                  | «Burn Down My House»        | 4:19         |
| 5.                  | «Living Is Killing Us»      | 3:41         |
| 6.                  | «When We Were Young»        | 3:13         |
| 7.                  | «Doomscrolling»             | 4:21         |
| 8.                  | «Born Again Pessimist»      | 3:31         |
| 9.                  | «A New Moral Low Ground»    | 3:31         |
| 10.                 | «All the Love in the World» | 4:01         |
| 11.                 | «Be Very Afraid»            | 4:20         |
| Общая длительность: | Общая длительность:         | 42:24        |

## Чарты
| Чарт (2022—2023)                              | Наивысшая позиция |
| --------------------------------------------- | ----------------- |
| Австралия (Альбомы, ARIA)                     | 8                 |
| Австрия (Ö3 Austria)                          | 24                |
| Бельгия/Фландрия (Ultratop)                   | 70                |
| Бельгия/Валлония (Ultratop)                   | 200               |
| Германия (Offizielle Top 100)                 | 12                |
| Шотландия (Scottish Albums Chart)             | 11                |
| Швейцария (Schweizer Hitparade)               | 17                |
| Великобритания (UK Albums Chart)              | 18                |
| Великобритания (UK Independent Albums Chart)  | 4                 |
| Великобритания (UK Rock & Metal Albums Chart) | 1                 |
| США (Top Album Sales, Billboard)              | 38                |
| США (Top Current Album Sales, Billboard)      | 31                |
| США (Top Hard Rock Albums, Billboard)         | 24                |